# Zabryna Guevara
Zabryna Guevara (12 de enero de 1972) es una actriz estadounidense, reconocida por interpretar el rol de Melania Ortiz en 3 lbs y el papel de Sarah Essen en Gotham. Guevara también es una actriz de teatro y en 2013 interpretó a Yazmin en la exitosa obra de Quiara Alegría Hudes Water by the Spoonful.
Su primera aparición en televisión ocurrió en Law & Order como Lucita en 1997. Ese mismo año apareció en la cinta The Hotel Manor Inn como Denise. Guevara aparecería en dos episodios de Law & Order: Special Victims Unit en 2002 y 2005 como Annie Colon y Julia Ortiz respectivamente. Apareció nuevamente en Law & Order en 2003. En 2006, Guevara actuó en la serie 3 lbs como Melania Ortiz. En 2014 interpretó a una secretaria en la película X-Men: días del futuro pasado y apareció en la serie de televisión Gotham.

## Filmografía

### Películas
| Año  | Título                        | Rol                 | Notas        |
| ---- | ----------------------------- | ------------------- | ------------ |
| 1996 | The Hotel Manor Inn           | Denise              |              |
| 2003 | Whispers                      | Mujer en tren       | Cortometraje |
| 2005 | Everyone's Depressed          | Donna               | Cortometraje |
| 2008 | Marley & Me                   | Enfermera OB-GYN    |              |
| 2009 | The Rebound                   | Maestra en el Museo |              |
| 2010 | All Good Things               | Camarera            |              |
| 2011 | Pariah                        | Sra. Alvarado       |              |
| 2011 | Yelling to the Sky            | Aracely Oriol       |              |
| 2012 | The Guilt Trip                | Ejecutiva de K-Mart |              |
| 2014 | X-Men: días del futuro pasado | Secretaría de Trask |              |
| 2015 | Bina                          | Zabryna             | Cortometraje |
| 2016 | The Death of Eva Sofia Valdez | Teresa Valdez       | Telefilme    |
| 2017 | La increíble Jessica James    | Sra. Phillips       |              |
| 2018 | Irreplaceable You             | Dra. Michaelson     |              |
| 2018 | Can You Ever Forgive Me?      | Mujer (voz)         |              |
| 2019 | Swallow                       | Alice               |              |

### Series
| Año           | Título                            | Rol                  | Notas                              |
| ------------- | --------------------------------- | -------------------- | ---------------------------------- |
| 1997          | Law & Order                       | Lucita               | 1 episodio, Harvest                |
| 2001          | The Sopranos                      | Clerk                | 1 episodio, Employee of the Month  |
| 2002          | Law & Order: Special Victims Unit | Annie Colon          | 1 episodio, Protection             |
| 2003          | Law & Order                       | Salma                | 1 episodio, B*tch                  |
| 2005          | Law & Order: Special Victims Unit | Julia Ortiz          | 1 episodio, 911                    |
| 2006          | 3 lbs                             | Melanie Ortiz        | 6 episodios                        |
| 2011          | Futurestates                      | Gina                 | 1 episodio, White                  |
| 2011          | Person of Interest                | Monica Ramirez       | 1 episodio, Judgement              |
| 2012          | Blue Bloods                       | Angela               | 1 episodio, Women with Guns        |
| 2012          | CSI: Crime Scene Investigation    | Dra. Amy Berkman     | 1 episodio, Dune and Gloom         |
| 2012          | Common Law                        | Marta Perez          | 1 episodio, In-Laws vs. Outlaws    |
| 2012          | Burn Notice                       | Ayn                  | 4 episodios                        |
| 2015          | Gotham                            | Sarah Essen          | 24 episodios                       |
| 2015          | Limitless                         | Carla Paz            | 1 episodio, Brian Finch's Black Op |
| 2016          | Elementary                        | Detective Lisa Hagen | 1 episodio, A View with a Room     |
| 2017          | Chicago Med                       | Meghan Scott         | 2 episodios                        |
| 2017          | The Get Down                      | Lydia Cruz           | 6 episodios                        |
| 2017          | The Handmaid's Tale               | Sra. Castillo        | 1 episodio, A Woman's Place        |
| 2017          | Happy!                            | Amanda               | sin acreditar                      |
| 2018          | Castle Rock                       | Dra. Vargas          | 3 episodios                        |
| 2018          | Snowfall                          | Elena                | 2 episodios                        |
| 2018          | Tell Me a Story                   | Renee Garcia         | 5 episodios                        |
| 2018—presente | New Amsterdam                     | Dora                 | Papel principal, serie de TV NBC   |
| 2019          | The Twilight Zone                 | Anna Fuentes         | 1 episodio, Point of Origin        |
| 2020          | Emergence                         | Abby Fraiser         | 13 episodios                       |

### Teatro
| Año  | Título                | Rol    | Notas |
| ---- | --------------------- | ------ | ----- |
| 2013 | Water by the Spoonful | Yazmin |       |